# 大伊利亚
大伊利亚（葡萄牙語：Ilha Grande）是巴西皮奥伊州的一个市镇。总面积134.318平方公里，总人口8463人，人口密度63人/平方公里。